# Scolymus

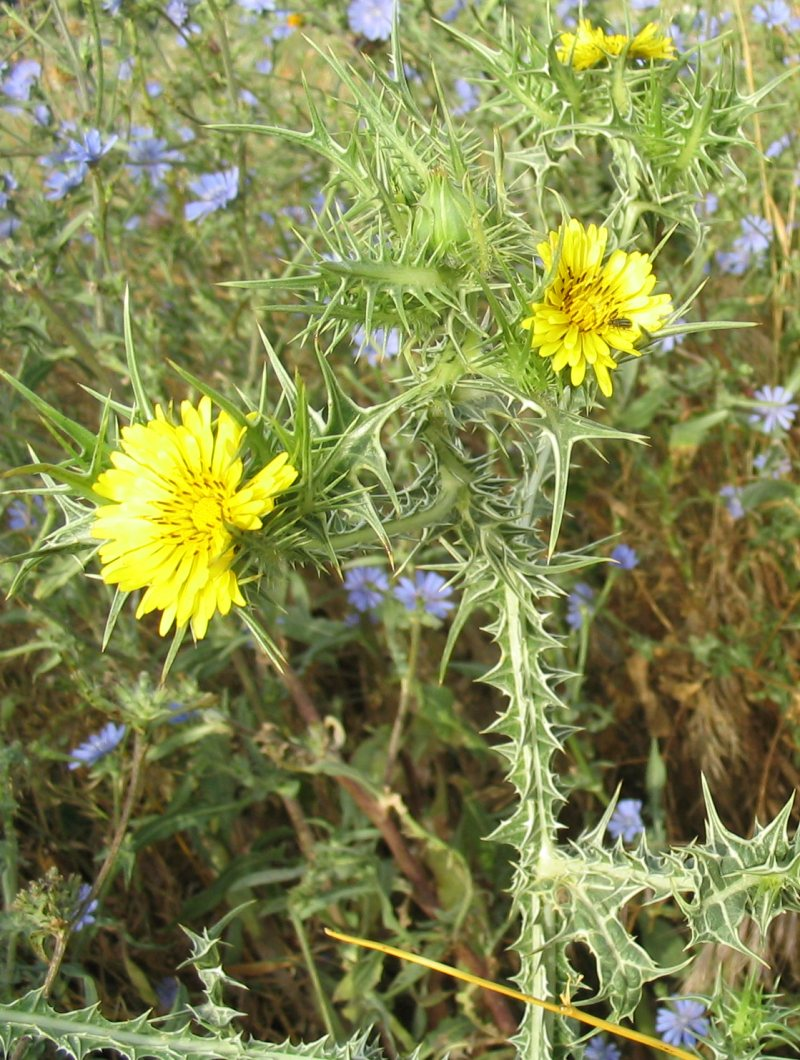
Scolymus maculatus.

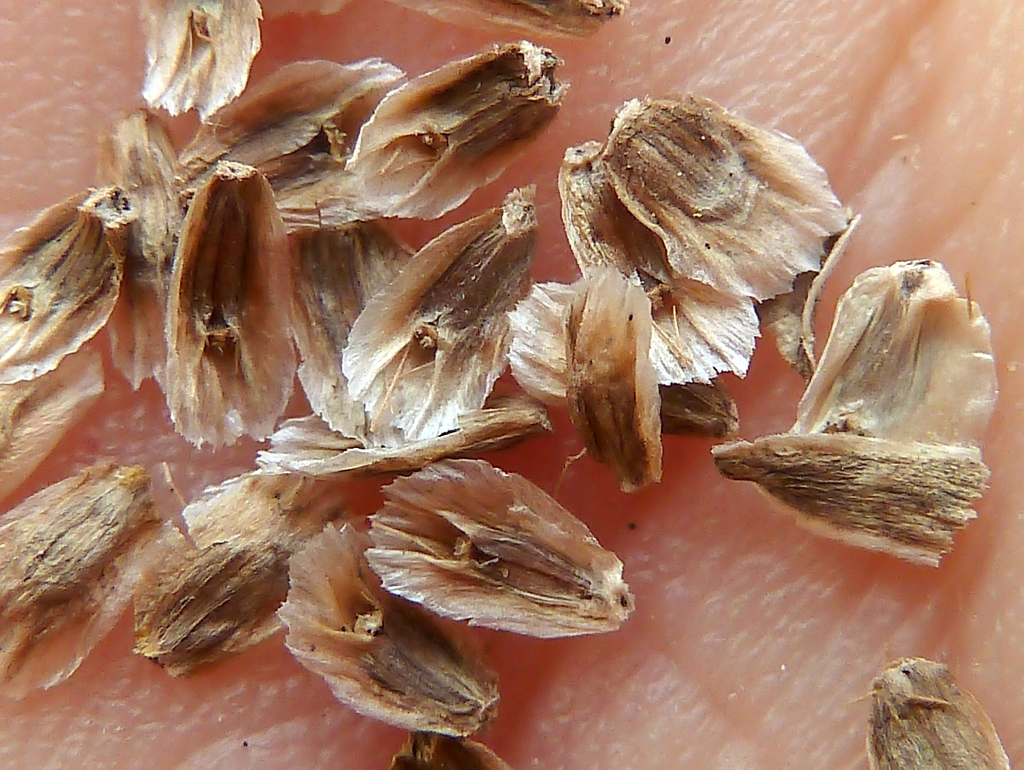
Scolymus hispanicus: aquenios maduros sueltos aún rodeados de sus páleas aladas membranosas; se notan restos del vilano de finas aristas barbeladas en el escote de dichas páleas.

Scolymus es un género de una veintena de especies descritas de plantas  perteneciente a la familia Asteraceae, tribu Cichorieae. 
De estas especies, solo 4 son aceptadas y el resto son o bien sinónimos, o bien están todavía sin resolver.

## Descripción
Son plantas anuales, bienales o perennes de unos 10 cm hasta más de 2,5 m de altura, de raíz cónica y de tallo generalmente erecto con ramificaciones distales, glabro o pubescente (sobre todo cuando joven) y más o menos recorrido por alas espinosas, al igual que las ramas. Las hojas basales son más o menos pecioladas y las distales sésiles; tienen forma oblonga, oblanceolada o lineal con márgenes lobulados y usualmente fuertemente espinosos. Las inflorescencias  son simples o más o menos espiciformes, conformadas por capítulos sentados, terminales o axilares con un involucro de brácteas heteromorfas, las exteriores espinosas y las interiores de bordes inermes, todas con espina apical. El receptáculo, cónico o hemiesférico, soporta 30-60 lígulas amarillas con páleas membranosas aladas que encierran la cipsela de color parduzco, obovoide, sin pico ni costillas y con un vilano o bien ausente (S. maculatus), o bien (S. hispanicus) generalmente heteromorfo compuesto en todo caso de 3-5 aristas finísimas, blanquecinas, finamente barbeladas y, eventualmente, por hasta 4 escamas obtusas a lanceoladas.

## Distribución
Es un género nativo de Europa y África mediterráneas, hasta el Cáucaso. Ha sido introducido en unas cuantas otras regiones (África tropical,    Norteamérica, Suramérica y Australia).

## Taxonomía
El género fue creado por Joseph Pitton de Tournefort (Institutiones Rei Herbariae..., editio tercia, t. I, p. 480, t. III, Tab. 273, 1700) y validado y publicado por Carlos Linneo  en Species Plantarum, vol. 2, p. 813–814 en 1753 y ampliada su descripción por el mismo Linneo en Genera Plantarum, n.º 826, p. 355 en 1754. En ausencia de holotipo, el lectotipo, designado por M.L.Green y A.S.Hitchcock  en 1929, es Scolymus maculatus L.
Etimología
- Scolymus: Prestado del Latín scǒlŷmos, i, ya prestado del Griego σχόλυμος, y evocado por Plinio el Viejo en su Naturalis Historia (XXI, 94-96) como una especie de cardo, refiriéndose probablemente al Scolymus hispanicus o  maculatus.

## Especies aceptadas
- Scolymus hispanicus L.
- Scolymus maculatus L.
- Scolymus giganteus Roem.
- Scolymus grandiflorus Desf.[1][4][2][3]